# Dargocice (przystanek kolejowy)
Dargocice – zlikwidowany przystanek kolei wąskotorowej (Kołobrzeska Kolej Wąskotorowa) w Dargocicach, w województwie zachodniopomorskim, w Polsce.